# Faro de Cabo Ortegal
El faro de Cabo Ortegal es un faro de 10 metros de altura.

## Historia
Proyectado en 1982, fecha en que se aprobó por Orden Ministerial, terminó de construirse en 1984. La torre cilíndrica de tipología normalizada está construida en hormigón, mide 3 m de diámetro y 12,70 m de altura. Es blanca con una franja roja, con dos balcones volados de 4,70 m de diámetro. Está situado en la provincia de La Coruña.